# Саманта Крістофоретті
Саманта Крістофоретті (італ. Samantha Cristoforetti; нар. 26 квітня 1977) — італійський астронавт. Третя жінка-астронавт Європейського космічного агентства і перша жінка-астронавт Італійського космічного агентства. Володар рекорду тривалості польоту серед жінок — 199 діб 16 годин 42 хв, а також рекорду тривалості польоту серед всіх астронавтів ЄКА.

## Біографія
Народилася в Мілані, провела дитинство в Мале (регіон Трентіно — Альто-Адідже). Три роки навчалася в ліцеї Больцано, потім деякий час в США і завершила середню освіту в Тренто.
У 2001 році закінчила Мюнхенський технічний університет, де отримала ступінь магістра технічних наук за спеціальністю «аерокосмічні рухові установки і полегшені структури».
У 2005 році закінчила з максимальною кількістю балів Військове авіаційне училище італійських ВПС (італ. Accademia Aeronautica) у місті Поццуолі за спеціальністю аеронавтика (Aeronautics Sciences). Пройшла навчання за програмою підготовки льотчиків Euro-Nato Joint Jet Pilot Training на авіаційній базі Шеппард у Wichita-Фоллс (Техас), у 2007—2009 роках несла службу в італійських авіаційних частинах.
У травні 2009 року була обрана до загону астронавтів Європейського Космічного агентства під час четвертого набору. Після завершення курсу загальнокосмічної підготовки в листопаді 2010 року отримала сертифікат астронавта ЄКА.
3 липня 2012 року було оголошено про її політ на МКС у 2014 році терміном на 6-7 місяців. Була призначена бортінженером дублюючого екіпажу космічного корабля Союз ТМА-13М, старт якого за програмою МКС-40/41 був проведений у травні 2014 року.

## Космічні польоти
Перший політ здійснила як бортінженер основного екіпажу корабля Союз ТМА-15М, старт якого за програмою МКС-42/43 відбувся 24 листопада 2014 року.
11 червня 2015 року в 10:20 UTC (13:20 мск) корабель відстикувався від станції. В 13:44:02 UTC (16:44:02 мск) спусковий апарат ТПК «Союз ТМА-15М» успішно приземлився в заданому районі Казахстану.
Всього Саманта провела на орбіті 199 доби, побивши тим самим рекорд безперервного перебування на орбіті серед жінок, встановлений до цього астронавтом НАСА Сунітою Вільямс (195 днів).
Другий політ здійснює кораблем SpaceX Crew-4, старт якого відбувся 27 квітня 2022 року. Як спеціаліст корабля бере участь у роботі МКС-67—МКС-68.

## Нагороди
6 березня 2013 року Крістофоретті була нагороджена орденом «За заслуги перед Італійською Республікою».
20 липня 2015 року за свій політ Саманта Крістофоретті стала кавалером Великого хреста ордена «За заслуги перед Італійською Республікою», отримавши нагороду 20 липня з рук президента Італії Серджо Маттарелли.
На честь жінки-астронавта був названий астероїд 15006 Samcristoforetti.